# 孔岩草
孔岩草（学名：Kungia aliciae）也称有边瓦松，为景天科孔岩草属下的一个种。